# Harsiesi

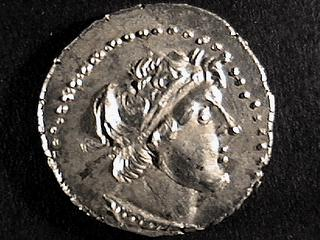
Didracma de plata de Ptolomeo VIII Euergetes II (Physcon) - anverso.

Harsiesi (que significa "Horus hijo de Isis"), hijo de Paious, fue un líder rebelde del Antiguo Egipto que se levantó contra el rey Ptolomeo VIII entre el 132-130 a. C. en el sur de Egipto.
Llegó a tomar brevemente el control de Tebas entre el 25 de julio y el 15 de octubre de 131 a. C. como consecuencia de las turbulencias existentes por la guerra civil entre Ptolomeo VIII y su hermana Cleopatra II y llegó a proclamarse faraón. Fue expulsado definitivamente de Tebas el 10 de noviembre de 131 a. C. y murió en combate poco después del 16 de septiembre de 130 a. C.. 